# Folarin Balogun
Folarin Jolaoluwa Jerry Balogun (ur. 3 lipca 2001 w Nowym Jorku) – amerykański piłkarz angielskiego i nigeryjskiego pochodzenia występujący na pozycji napastnika w monakijskim klubie AS Monaco FC oraz w reprezentacji USA. Wychowanek Arsenalu, w trakcie swojej kariery grał także w takich zespołach, jak Middlesbrough oraz Stade de Reims. Młodzieżowy reprezentant Anglii.